# Венафро
Венафро (итал. Venafro) град је у јужној Италији. Венафро је други по величини град округа Изернија у оквиру италијанске покрајине Молизе.

## Природне одлике
Град Венафро налази се у јужном делу Италије, на 90 км северно од Напуља. Град се налази у средишњем делу Апенина (област Самнитских Апенина). Град је постављен на брегу изнад реке Волтурно.

## Географија
| Клима (Венафро)          | Клима (Венафро) | Клима (Венафро) | Клима (Венафро) | Клима (Венафро) | Клима (Венафро) | Клима (Венафро) | Клима (Венафро) | Клима (Венафро) | Клима (Венафро) | Клима (Венафро) | Клима (Венафро) | Клима (Венафро) | Клима (Венафро) |
| Показатељ \ Месец        | .Јан.           | .Феб.           | .Мар.           | .Апр.           | .Мај.           | .Јун.           | .Јул.           | .Авг.           | .Сеп.           | .Окт.           | .Нов.           | .Дец.           | .Год.           |
| ------------------------ | --------------- | --------------- | --------------- | --------------- | --------------- | --------------- | --------------- | --------------- | --------------- | --------------- | --------------- | --------------- | --------------- |
| Средњи максимум, °C (°F) | 10,5 (50,9)     | 11,3 (52,3)     | 14,7 (58,5)     | 18,6 (65,5)     | 23,0 (73,4)     | 27,3 (81,1)     | 30,9 (87,6)     | 31,1 (88)       | 26,6 (79,9)     | 21,3 (70,3)     | 15,2 (59,4)     | 12,5 (54,5)     | 31,1 (88)       |
| Средњи минимум, °C (°F)  | 2,2 (36)        | 3,1 (37,6)      | 5,8 (42,4)      | 9,2 (48,6)      | 12,5 (54,5)     | 16,3 (61,3)     | 18,7 (65,7)     | 18,7 (65,7)     | 16,5 (61,7)     | 12,4 (54,3)     | 7,0 (44,6)      | 4,5 (40,1)      | 2,2 (36)        |
| [ тражи се извор ]       |                 |                 |                 |                 |                 |                 |                 |                 |                 |                 |                 |                 |                 |

## Становништво
Према резултатима пописа становништва 2011. у општини је живело 11.434 становника.
| 1931. | 1936. | 1951. | 1961. | 1971. | 1981. | 1991.  | 2001.  | 2011.  |
| ----- | ----- | ----- | ----- | ----- | ----- | ------ | ------ | ------ |
| 4.852 | 5.326 | 5.751 | 6.043 | 6.380 | 8.791 | 10.107 | 11.198 | 11.434 |

Венафро данас има око 12.000 становника, махом Италијана. Последњих деценија број становника у граду расте.

## Градови побратими
- Цесис
- Касино